# سلطة بورت (فلم)
Port Authority هو فيلم درامي أمريكي فرنسي لعام 2019 من تأليف وإخراج دانييل ليسوفيتز . ومن النجوم فيون وايتهيد ولينا بلوم وماكول لومباردي ولويزا كراوس . يعمل Martin Scorsese كمنتج تنفيذي تحت شعار Sikelia Productions.
تم عرضه العالمي الأول في مهرجان كان السينمائي في قسم Un Certain Regard في 18 مايو 2019. تم إصداره في فرنسا في 25 سبتمبر 2019 بواسطة ARP Selection ، وتم إصداره في الولايات المتحدة في 28 مايو 2021 بواسطة Momentum Pictures .

## الحبكة
يصل شاب البالغ من العمر 20 عامًا إلى مدينة نيويورك، ويلتقي صدفة مع امرأة شابة ، وينتهي الفيلم بوقوعه في حبها.